# Союз фотоискусства Литвы
Союз фотоискусства Литвы (лит. Lietuvos fotomenininkų sąjunga) — первая ассоциация любительских арт-фотографов в Литве, основана в 1933 году.

## История
По историческим справкам, во времена Второй мировой войны, деятельность ассоциации была прекращена, но в 1969 году была создана Ассоциация литовских художников-фотографов. Первым председателем вновь созданной организации был объявлен Суткус Антанас. Ассоциация объединила молодых фотографов, таких как А. Суткус, А. Кунчиус, Мацияускас Александрас, Р. Ракаускас, В. Лакус, Л.Руикас. В подвальном помещении была организована школа фотографии, которая до настоящего времени функционирует и представляет классические литовские фотографии. В основном ассоциация занималась организацией выставок, семинаров, поддержкой фотографов оборудованием и технологическими материалами. В 1989 году Ассоциация была переименована в Союз художественных фотографов Литвы. Члены Союза литовских художников-фотографов должны оплачивать членский взнос и активно участвовать в художественной жизни. В 1973 году Ассоциация литовских художников-фотографов открыла Вильнюсскую фотогалерею, которая была единственным выставочным пространством, посвященным искусству фотографии в то время.

## Описание
В 2000 году, когда Литва была уже независимым государством, Союз литовских арт-фотографов открыл новую галерею фотографий. Новая выставочная площадь была названа галереей Prospekto после названия проспекта Гедимино, где она расположена. Три выставочных зала галереи Prospekto занимают площадь 120 кв.м. В среднем продолжительность выставки составляет 2-3 недели. В галерее представлен широкий спектр стилей фотографии: документальный, социальный, концептуальный, цветной, коммерческий, исторический, компьютерный и т. д.